# Pilchau (Tännesberg)
Pilchau ist ein Gemeindeteil des Marktes Tännesberg im Oberpfälzer Landkreis Neustadt an der Waldnaab.

## Geografie
Das Dorf liegt etwa zwei Kilometer vom Markt Tännesberg entfernt. Er ist über die Bundesstraße 22 oder über die von Tännesberg zur Neumühle führende Gemeindeverbindungsstraße zu erreichen. In Pilchau gibt es einige landwirtschaftliche Betriebe.

## Geschichte

### Rodungssiedlung Pilchau
Die Herren von Tännesberg erschlossen das um ihren Herrschaftssitz liegende Gebiet durch Rodungssiedlungen. Die Ortsnamen geben über die Siedlungstätigkeit in diesem Raum Aufschluss. Das sind die „-dorf-Orte“ als älteste Siedlungsform in dem Gebiet, dann die „richt-“ bzw. „-ried“ und „-schwand-Orte“ (Großenschwand, Kleinschwand). Später folgten die „-hof-Orte“ (Bernhof). Bei den „-dorf-Orten“ handelt es sich um Basissiedlungen, denen die „-richt“, „-ried“ und „-schwand-Orte“ im 11. und 12. Jahrhundert folgten. Die Endung „-schwand“ bezeichnet eine besondere Form des Rodens. Rodungssiedlungen in der Nähe von Tännesberg waren Lampenricht und Zeinried. Die Ortschaft Pilchau ist ebenfalls eine Rodungssiedlung. Die Orte Gleiritsch, Teunz und Kaufnitz gehen auf slawischen Ursprung zurück. Urkundlich belegte Quellen von Pilchau liegen bisher nicht vor, allein aufgrund des Ortsnamens ist von einer Gründung nach der Jahrtausendwende auszugehen.
1280 sind die Paulsdorfer Herren auf Tännesberg. Vier Urkunden aus den Jahren 1394 bis 1399 geben über die Ausdehnung des Herrschaftsgebietes der Paulsdorfer, benannt nach Paulsdorf bei Amberg, Auskunft. Sie besaßen „… in ‚Pernhof‘ (Bernhof, Gemeinde Gleiritsch) zwei Höfe, eine Mühle und fünf Güter, … , in ‚Groszen Swant‘ (Großenschwand, Markt Tännesberg) sechzehn Höfe … , in ‚Cheaffnitz‘ (Kaufnitz, Markt Tännesberg) ein Gut und einen Weiher, in ‚Luetzel Swant‘ (Kleinschwand, Markt Tännesberg) vier Höfe, eine Mühle und neun Güter, … , in ‚Pilchaw‘ (Pilchau, Markt Tännesberg) vier Höfe und Zehentrechte, …“

### Statistische Beschreibungen
Pilchau (Mitte 16. Jahrhundert)
11 Anwesen: 2 Höfe, 2 Halbhöfe, 4 Lehen, 1 Sölde, 1 Mühle, 1 Hirtenhaus.
Mit der Mühle „zu Schnegelhausen“ ist die heutige Schnegelmühle gemeint.
Pilchau (18. Jahrhundert)
12 Anwesen inklusive des Hirtenhauses

## Steuerdistrikt und Gemeindebildung
Das Königreich Bayern wurde 1808 in 15 Kreise eingeteilt. Diese Kreise wurden nach französischem Vorbild nach Flüssen benannt (Naabkreis, Regenkreis, Unterdonaukreis usw.). Die Kreise gliederten sich in Landgerichtsbezirke. Die Bezirke wiederum sollten in einzelne Gemeindegebiete eingeteilt werden.
1808 wurde das Landgericht Vohenstrauß in 47 Steuerdistrikte und einzelne Gemeinden eingeteilt. Eine davon war Zeinried. Zur Gemeinde gehörten die Dörfer Zeinried, Pilchau, Schömersdorf, Ödmiesbach, Miesmühle und Weiherhäusl.
1821 kam es zur Bildung der Gemeinden. Pilchau bildete mit der Neumühle und der Schnegelmühle eine eigenständige Gemeinde.
1830 kamen die eigenständigen Gemeinden Pilchau und Ödmiesbach zur Gemeinde Zeinried.
Am 1. Mai 1978 kam es zur Auflösung der Gemeinde Zeinried. Die Ortschaft Pilchau wurde in den Markt Tännesberg eingemeindet. Damit verbunden war auch ein Wechsel in den Landkreis Neustadt an der Waldnaab.

## Bildergalerie

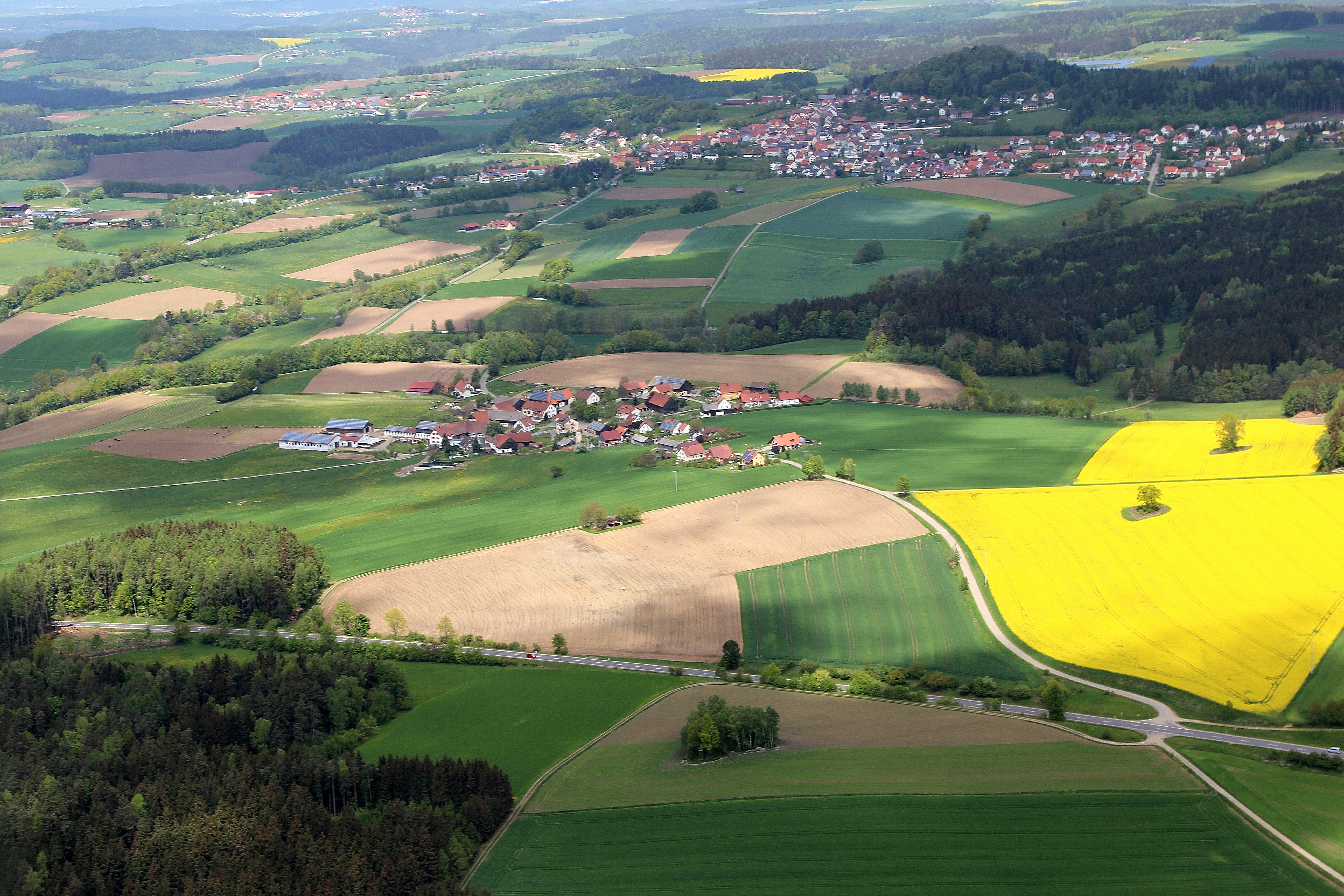
Pilchau, Tännesberg (2015)
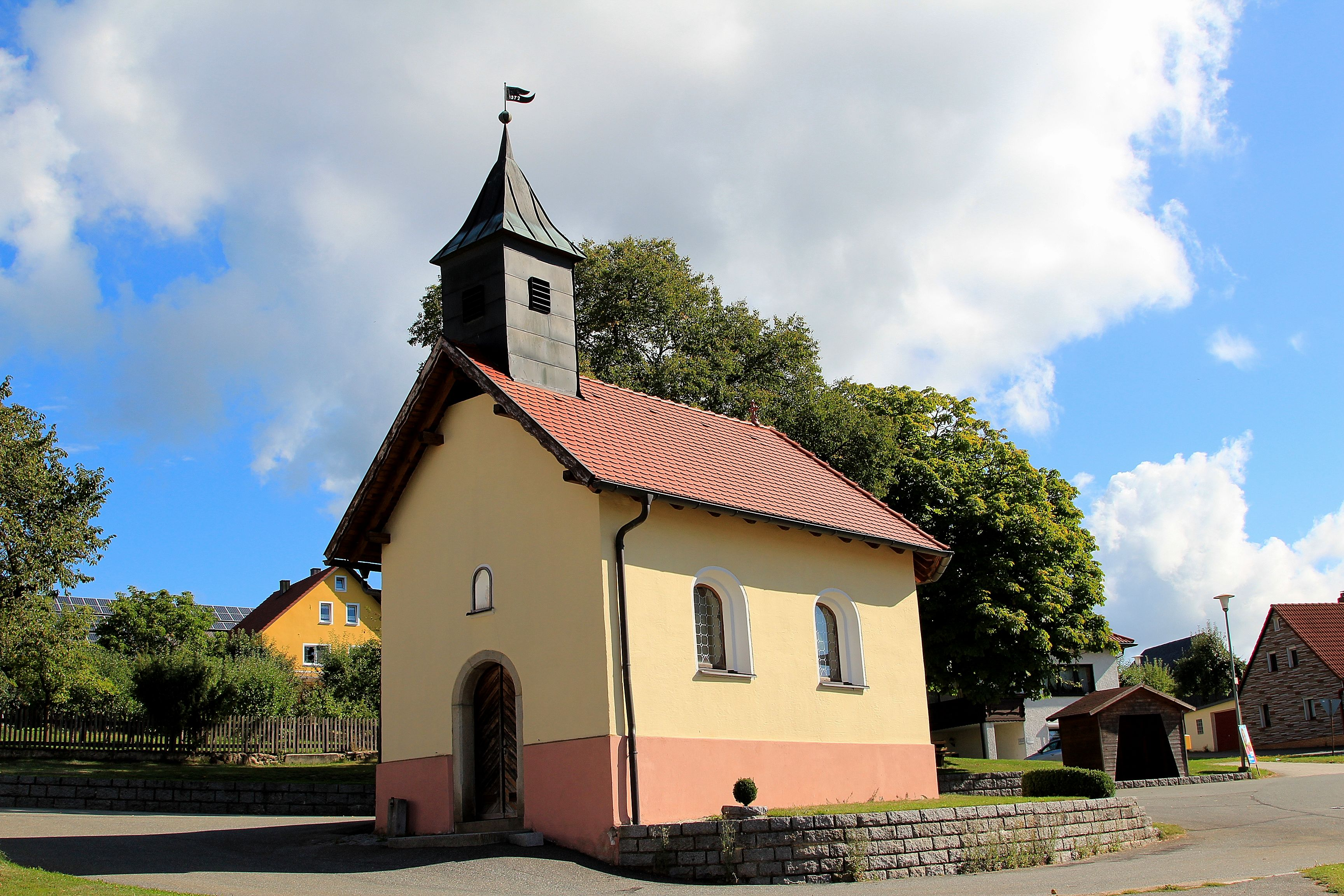
Dorfkapelle (2013)
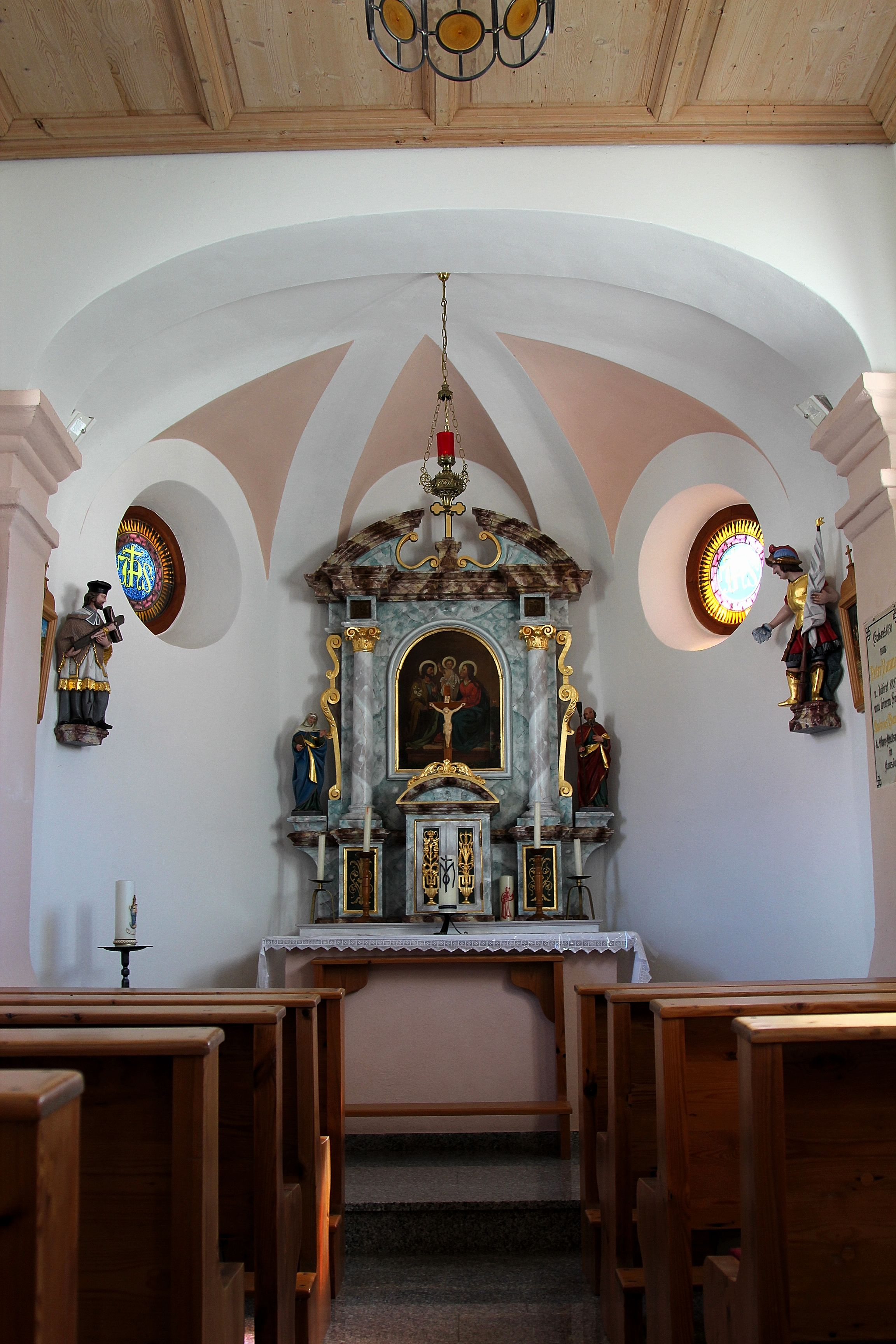
Dorfkapelle (2013)
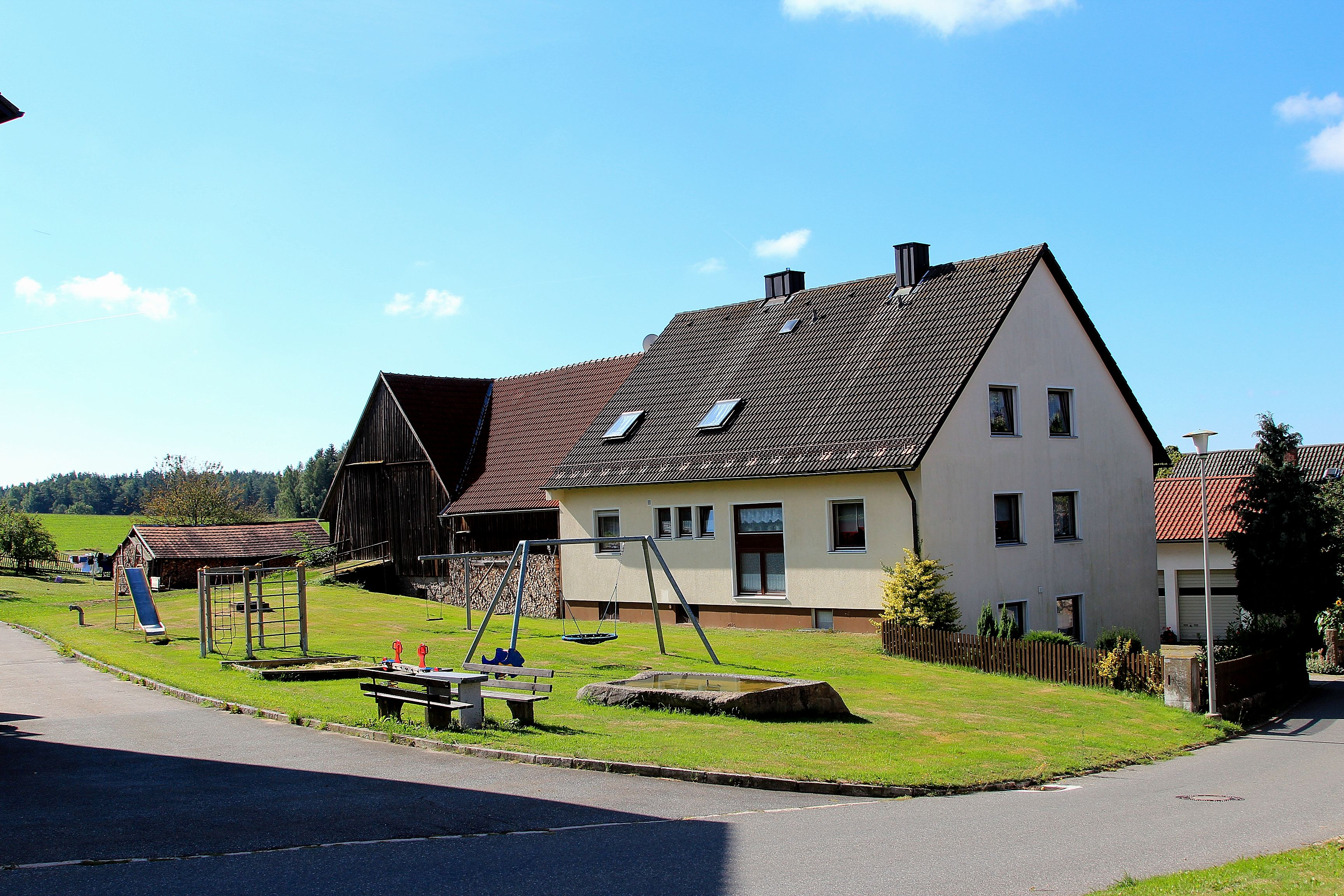
Spielplatz (2013)
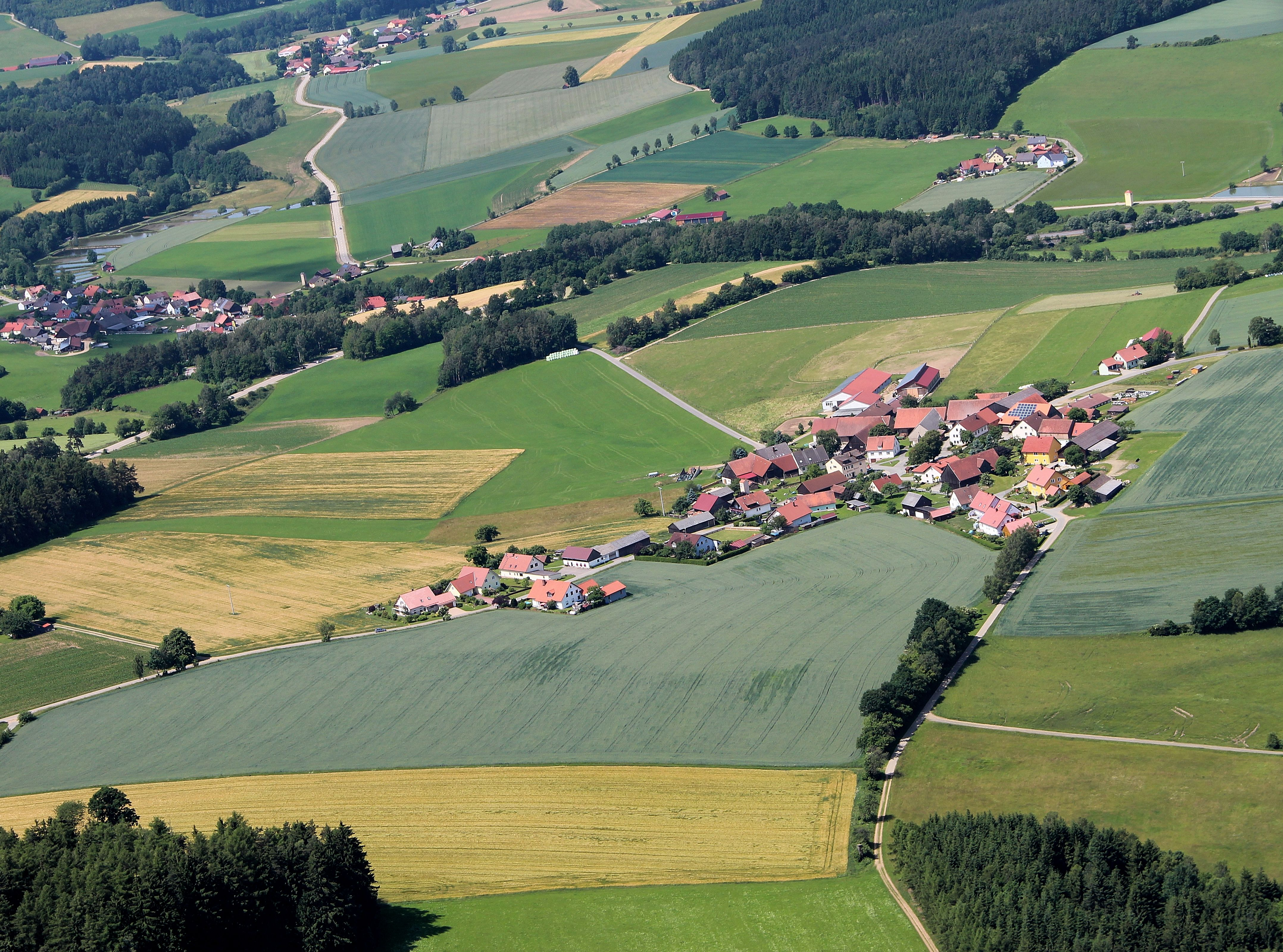
Pilchau, Lampenricht (2012)